# Secondo Finotto
Secondo Finotto, all'anagrafe Secondino Finotto (Vercelli, 8 febbraio 1905 – Biella, 1º ottobre 1976), è stato un calciatore italiano, di ruolo centrocampista.
Era anche conosciuto come Finotto II per distinguerlo da Antonio Candido (I), difensore che giocò nella Biellese nei primi anni '20, e Silvio (III).

## Carriera
Con la Biellese disputò 10 gare nel campionato di Divisione Nazionale 1928-1929 e 32 gare nella Serie B 1929-1930. Si trasferì poi al Siracusa dove avrebbe giocato insieme a Mario Vialardi, Domenico Greppi e Paolo Vigna, tutti provenienti dalla Biellese.
Nel 1940-1941 è stato anche allenatore della Biellese, per cui ha giocato un'ultima partita nel 1942-1943.